# Emily de Jongh-Elhage
Emily de Jongh-Elhage (ur. 7 grudnia 1946) – polityk, premier Antyli Holenderskich od 26 marca 2006 do 10 października 2010. 

## Życiorys
Emily de Jongh-Elhage, z wykształcenia nauczycielka, pracowała w zawodzie do 1982. Następnie była pośredniczką w handlu nieruchomościami. Jej panieńskie nazwisko brzmiało Emily Saïdy Ellhage, jest bowiem pochodzenia libańskiego.
W 1995 zaangażowała się w działalność polityczną jako członkini Partido Antiá Restrukturá. Z jej ramienia weszła w skład Rady Wyspy Curaçao. Stanęła w niej na czele Komitetu Przygotowawczego. Następnie zajmowała stanowisko Komisarza ds. Prac Publicznych i Mieszkalnictwa Publicznego na wyspie Curaçao. 
W 2005 została wybrana liderem Partido Antiá Restrukturá. 26 marca 2006, po wygraniu przez PAR wyborów parlamentarnych, objęła urząd premiera Antyli Holenderskich. Po zwycięstwie PAR w wyborach parlamentarnych w styczniu 2010 zachował stanowisko szefa rządu. Zajmowała je do 10 października 2010, kiedy Antyle Holenderskie uległy przekształceniom administracyjnym i w rezultacie przestały istnieć. 
W sierpniu 2010 PAR wygrała wybory parlamentarne na Curaçao, jednak nie zdołała utworzyć rządu, w rezultacie Emily de Jongh-Elhage stanęła na czele opozycji.